# DN23
DN23 este un drum național de 89 km, care face legătura între Focșani și Brăila, via Măicănești.
A succedat DJ202 și DJ204.

## Istorie
Prin Hotărârea 94 din 17 februarie 2003 Guvernul a decis preluarea din administrarea Consiliilor Județene Vrancea și Brăila a 89 de km de drum județean și reîncadrea acestora în categoria drum național cu indicativul DN23. Sectoarele de drum preluate au fost:
| Nr. crt. | Indicativul vechi | Sectorul        | Lungimea | Capăt vest  | Capăt est   | Județ   |
| -------- | ----------------- | --------------- | -------- | ----------- | ----------- | ------- |
| 1        | DJ204             | km 0- km 31,150 | 31,15 km | Focșani     | Nănești     | Vrancea |
| 2        | DJ204             | km 0- km 6      | 6 km     | Nănești     | Măicănești  | Vrancea |
| 3        | DJ202             | km 39,8- km 45  | 5,2 km   | Măicănești  | limita jud. | Vrancea |
| 4        | DJ202             | km 45 - km 89   | 44 km    | limita jud. | Brăila      | Brăila  |